# CiteScore
CiteScore на списание е числова оценка, която отразява средния брой цитирания на скорошни статии, публикувани в това списание. Този индикатор е създаден през декември 2016 г. от Елзевир като алтернатива на често използвания импакт фактор, изчислен от Clarivate. CiteScore се основава на данни, съхранявани в базата данни на Scopus, а не на импакт фактора, и се формира от броя на публикациите в списанието и техните цитирания през последните 4 години, а не за 2 или 5 години.

## Метод за изчисление
Във всяка дадена година CiteScore на списание се определя като броя на цитиранията, направени през тази година и предходните три години от статии, публикувани в списанието през тези четири години, се раздели на общия брой статии от същия тип, публикувани в базата данни (статии, обзори, доклади от конференции, глави в книги, документи с данни) през същия четиригодишен период:
{\displaystyle {\text{CS}}_{y}={{\text{Цитирания}}_{y}+{\text{Цитирания}}_{y-1}+{\text{Цитирания}}_{y-2}+{\text{Цитирания}}_{y-3} \over {\text{Публикации}}_{y}+{\text{Публикации}}_{y-1}+{\text{Публикации}}_{y-2}+{\text{Публикации}}_{y-3}}}
Примери за изчисляване на CiteScore за някои списания:
- Ageing Research Reviews (Изследвания на стареенето) за 2019 година:[2]

{\displaystyle {\text{CS}}_{2019}={{\text{Цитирания}}_{2019}+{\text{Цитирания}}_{2018}+{\text{Цитирания}}_{2017}+{\text{Цитирания}}_{2016} \over {\text{Публикации}}_{2019}+{\text{Публикации}}_{2018}+{\text{Публикации}}_{2017}+{\text{Публикации}}_{2016}}={5957 \over 315}=18,9}
- Нейчър (Nature – Природа) за 2019 година:[3]

{\displaystyle {\text{CS}}_{2019}={{\text{Цитирания}}_{2019}+{\text{Цитирания}}_{2018}+{\text{Цитирания}}_{2017}+{\text{Цитирания}}_{2016} \over {\text{Публикации}}_{2019}+{\text{Публикации}}_{2018}+{\text{Публикации}}_{2017}+{\text{Публикации}}_{2016}}={243894 \over 4786}=51}
- Нейчър за 2021 година:[4]

{\displaystyle {\text{CS}}_{2021}={{\text{Цитирания}}_{2021}+{\text{Цитирания}}_{2020}+{\text{Цитирания}}_{2019}+{\text{Цитирания}}_{2018} \over {\text{Публикации}}_{2021}+{\text{Публикации}}_{2020}+{\text{Публикации}}_{2019}+{\text{Публикации}}_{2018}}={338611 \over 4823}=70,2}
CiteScore на списанията за изминалата година се отчита само за следващата година, когато станат известни всички данни, необходими за изчисленията. Обикновено това се случва в края на май, обикновено около месец преди да стане известен импакт факторът (ИФ). След като CiteScore бъде публикуван, всички последващи добавки, корекции или изтривания на данни няма да променят резултата.
Услугата Scopus също се занимава с прогнозиране на CiteScores на списанията за следващата година, тези показатели се актуализират всеки месец.
Преди това до 2020 г. CiteScore се изчислява по различна схема.

## Разлики между CiteScore и Импакт фактор
CiteScore е създаден, за да се конкурира с двугодишния импакт фактор, който в момента е най-широко използваният показател за списания. Разликите между тях са следните:
| Параметър                               | Импакт фактор           | CiteScore         |
| --------------------------------------- | ----------------------- | ----------------- |
| Оценяван период (години)                | 2                       | 4                 |
| База данни                              | Импакт фактор           | Scopus            |
| Количество индексируеми списания (2016) | 11 000                  | 22 000            |
| Достъп                                  | Абонати                 | Свободен          |
| Оценени субекти                         | Статии, обзори, доклади | Всички публикации |

Има и разлики, свързани с термините „брой публикации“ (на английски: number of publications) и „цитируеми субекти“ (на английски: citable items). При CiteScore те обхващат всички публикувани трудове, а при ИФ само част от публикуваните трудове. Импакт факторът изключва всички видове незначителни елементи като редакционни статии, бележки, корекции, оттегляния и дискусии, всички статии без изключение се броят в CiteScore. Причината за това неизключване в CiteScore е, че определението за „редакционни материали“ е неясно и често съмнително. Повечето редакционни материали получават много по-малко цитирания от научните статии и рецензии и са в числителя на формулите за изчисляване, а сумата на публикациите, които са повече при CiteScore, е делител във формулите. Това определя по-малка числена стойност на CiteScore от тази на импакт фактора. Например, списанието Nature има импакт фактор 38,138 и CiteScore 14,38 през 2015 г. главно поради много по-голям знаменател в CiteScore (7563), отколкото в ИФ (1722).